# 寿春镇
寿春镇，是中华人民共和国安徽省六安市寿县下辖的一个乡镇级行政单位。

## 行政区划
寿春镇下辖以下地区：
南关社区、红星社区、建设社区、新民社区、民主社区、永青社区、东津社区、南关民族村、九龙民族村、花园村、周寨村、寿滨村、古城村、陡涧村、兴隆村和湖光村。